# Григорій Кроманов
Григорій Єрмович Кроманов  (ест. Grigori Kromanov, рос. Григорий Ермович Кроманов; 8 березня 1926, Таллінн — 18 липня 1984, Віхула) — радянський естонський актор, кінорежисер, сценарист. Заслужений діяч мистецтв Естонської РСР (1975).

## Біографічні відомості
Народився 8 березня 1926 року в Таллінні в російській родині зі старообрядницьким корінням.
У 1953 році закінчив акторський факультет ГІТІСу.
Зняв одні з найвідоміших естонських фільмів, такі як «Остання реліквія» (Viimne reliikvia, 1969) та «Готель „Біля загиблого альпініста“» (1979).
Його фільм «Діаманти для диктатури пролетаріату» 1975 року, заснований на однойменій детективній повісті Юліана Семенова.

## Фільмографія
- «Хлопці одного села» (1962, 2-й режисер)
- «Новий нечистий з пекла» (1964)
- «Що трапилося з Андресом Лапетеусом?» (1966)
- «Наш Артур» (1969, TV, док. фільм)
- «Остання реліквія» (1969)
- «Діаманти для диктатури пролетаріату» (1975)
- «Готель „Біля загиблого альпініста“» (1979)

## Зовнішні посилання
- Григорій Кроманов на сайті IMDb (англ.)